# Olin (Iowa)

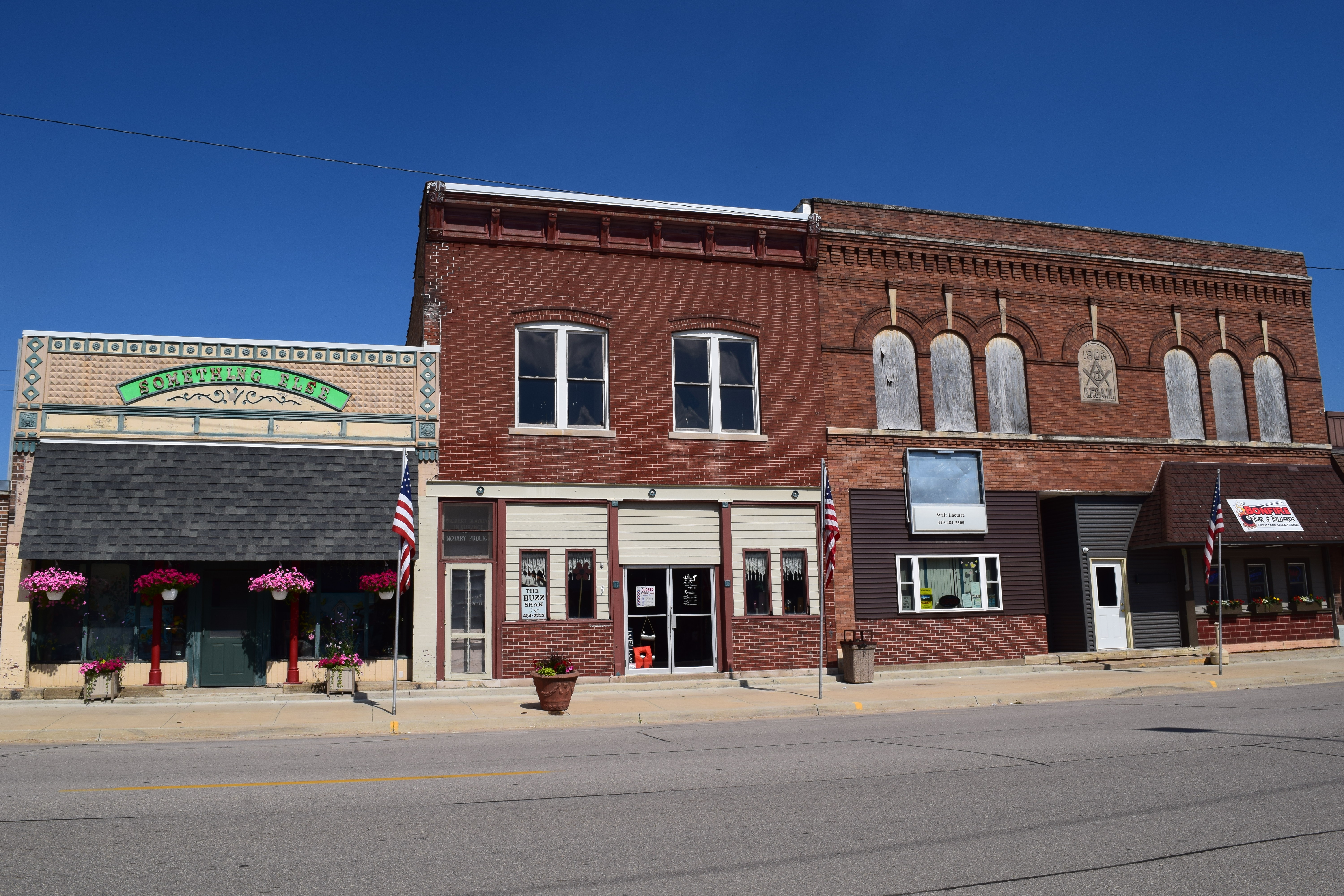
Centro de Olin (julio de 2020)

Olin es una ciudad ubicada en el condado de Jones en el estado estadounidense de Iowa. En el Censo de 2010 tenía una población de 698 habitantes y una densidad poblacional de 259,38 personas por km².

## Geografía
Olin se encuentra ubicada en las coordenadas 41°59′51″N 91°8′29″O / 41.99750, -91.14139. Según la Oficina del Censo de los Estados Unidos, Olin tiene una superficie total de 2.69 km², de la cual 2.67 km² corresponden a tierra firme y (0.77%) 0.02 km² es agua.

## Demografía
Según el censo de 2010, había 698 personas residiendo en Olin. La densidad de población era de 259,38 hab./km². De los 698 habitantes, Olin estaba compuesto por el 97.28% blancos, el 1.15% eran afroamericanos, el 0.14% eran amerindios, el 1% eran asiáticos, el 0% eran isleños del Pacífico, el 0.14% eran de otras razas y el 0.29% pertenecían a dos o más razas. Del total de la población el 1.58% eran hispanos o latinos de cualquier raza.